# Abbaye d'Eename
 (avril 2024).
L'abbaye d'Eename également appelée abbaye Saint-Sauveur d'Eename était un monastère fondé en 1063 sur le site de l'actuelle section Nederename, en Belgique, dans la province de Flandre Orientale. Dans les années 1920, des vestiges de fortifications établies par l'empereur germanique Otton Ier ont été découverts par des fouilles archéologiques menées à proximité, à Eename.

## Situation géographique
La fondation du cloître eut lieu à Eename, proche du portus d'Audenarde, pour pacifier la région, lorsque ce faubourg d'Audenarde fut rasé puis annexé à la Flandre — territoire français —, alors qu'à cet endroit le Saint-Empire germanique avait érigé des fortifications pour faire un rempart contre la France, sur la rive droite de l’Escaut. L'endroit correspond aujourd'hui à la section Nederename,, en Belgique, dans la province de Flandre orientale.

## Historique: d’Eenaeme à Audenarde
Dans les années 1920, on mit au jour à Eenaeme, un faubourg d’Audenarde, les vestiges archéologiques de fortifications érigées sur la rive droite de l’Escaut par l’empereur germanique Otton Ier, et qui, de même qu’à Anvers, faisaient un rempart contre la France.
Eenaeme est rasée en 1054 et annexée à la Flandre : ce fut une chance pour le village voisin d’Audenarde, qui profita exclusivement du développement économique par la suite. À l’emplacement d’Eenaeme, afin de pacifier la région, du temps de Baudouin V, on érige, en 1063, un cloître jouxtant le portus d'Audenarde. Les ruines des fortifications, de la ville et du cloître s’avèrent du plus haut intérêt d’après les découvertes faites à ce jour.
D’étonnantes découvertes ont aussi été faites à l’occasion de travaux de restauration de l’église voisine, notamment la loge princière d’où l’empereur assistait à la messe.

## Aspects religieux
Comme tout édifice catholique situé dans la province de Flandre orientale, l'abbaye d'Eename est rattachée au diocèse de Gand.